# ميس ضفافي
ميس ضفافي (الاسم العلمي:Celtis riparia) هو نوع غير مؤكد من النباتات يتبع جنس الميس من الفصيلة القنبية.